# Dème de Kastaniá
Le dème de Kastaniá, en grec moderne : Δήμος Καστανιάς / Dímos Kastaniás, est un ancien dème du district régional de Tríkala, en Thessalie, Grèce. Depuis  2010, il est fusionné au sein du dème de Kalambáka, puis en 2018 dans le dème des Météores.
Selon le recensement de 2011, la population du dème compte 868 habitants.